# Molophilus (Molophilus) flavidus
Molophilus (Molophilus) flavidus is een tweevleugelige uit de familie steltmuggen (Limoniidae). De soort komt voor in het Neotropisch gebied.